# Заповіт Енн Лі
«Заповіт Енн Лі» (англ. The Testament of Ann Lee) — англійський кінофільм 2025 року, зрежисований і написаний (разом із Бреді Корбетом) Моною Фастволд у жанрі історичного мюзиклу. Головні ролі виконали Аманда Сайфред, Томасін Мак-Кензі та Льюїс Пуллман.
Прем'єра фільму відбудеться 1 вересня 2025 року, в основній конкурсній програмі 82-го Венеційського кінофестивалю.

## Сюжет
Фільм відтворює історію життя Енн Лі, засновниці міллєнаристської релігійної секти, відомої під назвою Шейкери, створеної в Англії у середині XVIII століття. Особливістю секти були екстатичні танці та пісні, які виконували учасники під час богослужінь.

## У ролях
- Аманда Сайфред — Енн Лі
- Томасін Мак-Кензі
- Льюїс Пуллман
- Тім Блейк Нельсон
- Стейсі Мартін
- Крістофер Ебботт
- Шеннон Вудворд
- Меттью Бірд
- Віола Преттеджон
- Скотт Хенді
- Віллем ван дер Вегт
- Девід Кейл
- Джордж Тейлор

## Створення
Робота над фільмом трималась у секреті до самого кінця знімального процесу в грудні 2024 року. Спочатку стрічка називалась «Жінка, зодягнена в сонце».
Мона Фастволд і Бреді Корбет паралельно працювали над 3,5-годинним історичним фільмом «Бруталіст». У роботі над «Заповітом Енн Лі» брали участь частина митців з «Бруталісту» — самі Фастволд і Корбет, композитор Деніел Блумберг, акторка Стейсі Мартін. Аманда Сайфред, яка зіграла Енн Лі, розпочала фільмування одразу ж після безперервної чотиримісячної роботи у мінісеріалі «Довга яскрава річка». Акторка мала постійно тримати на рівні хореографічні та співочі навички — роль Енн Лі стала першою мюзикловою у доробку Сайфред з часів «Мамма Міа! 2» (2018):
|  | Я побувала в пеклі. ... Навіть мій асистент казав: «Ти маєш відпочити». Але ми могли відзняти «Енн Лі» тільки влітку. Ми всі переїхали до Будапешту, навіть мій пес. Те, що вийшло в результаті — шалена штука. Фільм буде скаженим. Гадки не маю, як його сприймуть. |

Знімальний процес пройшов з серпня по грудень 2024 року у Будапешті та Гетеборзі. За візуальне рішення фільму відповідав оператор Вільям Рексер, який фільмував його на 70-мм плівку.